# Ákos község
Ákos község (románul: Comuna Acâș) község Szatmár megyében, Romániában. Központja Ákos, beosztott falvai Gánáspuszta, Krasznamihályfalva, Újnémet.

## Népessége
A 2011-es népszámlálás adatai alapján a község népessége 2827 fő volt.